# المنقر
بلدية المنقر إحدى بلديات دائرة الطيبات ولاية تقرت معروفة في الأوساط الشعبية بـ (النقر) ومحليا هي إحدى البلديات الفتية المنبثقة عن التقسيم الإداري الأخير لسنة 1984 حيث كانت تابعة للبلدية الأم الطيبات، وتعد منطقة ريفية
الموقع
تقع في شمال شرقي الولاية وتبعد عن عاصمة الولاية تقرت بـ 30 كلـم وعن مقر الدائرة الطيبات بـ 6 كلم، كما أنها تقع بالعرق الشرقي الكبير كما يبلغ ارتفاعها عن سطح البحر حوالي 70م وتبلغ مساحتها 8 892 كلم².

## الحدود
يحد البلدية
- شمـــــالا : بلدية المغير (ولاية المغير)
- غربــــا: بلدية سيدي خليل – بلدية تندلة - بلدية جامعة – بلدية سيدي عمران(ولاية المغير) بلدية سيدي سليمان – بلدية المقارين- بلدية الزاوية العابدية – بلدية تبسبست – بلدية النزلة – بلدية تماسين – بلدية بلدة عمر – بلدية الحجيرة (ولاية تقرت).
- جنوبـــــا : بلدية حاسي بن عبد الله – بلدية حاسي مسعود
- شــــرقا : بلدية الطيبات (ولاية تقرت)

## الكثافـــــة السكانيـــة
يبلغ سكان البلدية إلى غاية 31/ 12/ 2011 – 15076 نسمة
معدل النمو 3.2 %
معدل الوفيات 1.57 %
معدل الأسرة يتراوح بين 5- 11 فرد
- حي البحري
- حي الحمراية
- حي ام الزبد
- حي اميه بن على
- اللويبد
- الشابي
- القصاصة
- العور
- حي لوباقي
- النقر الوسط
- حي سيدي على
- حي الشلالقه
- حي النصر (الجدعان)
- المحامدة
- الخوارير

عرفت هذه البلدية تقدما ملحوظا في اطار العمران والمشاريع، لكن تبقى هي أحد البلديات التي في طريق النمو، ومن أهم المشاكل التي تتخبط بها البلدية وهي قضية صعود المياه الذي قضى على 80 بلمئة من ثروه النخيل.